# Pilocka Krach

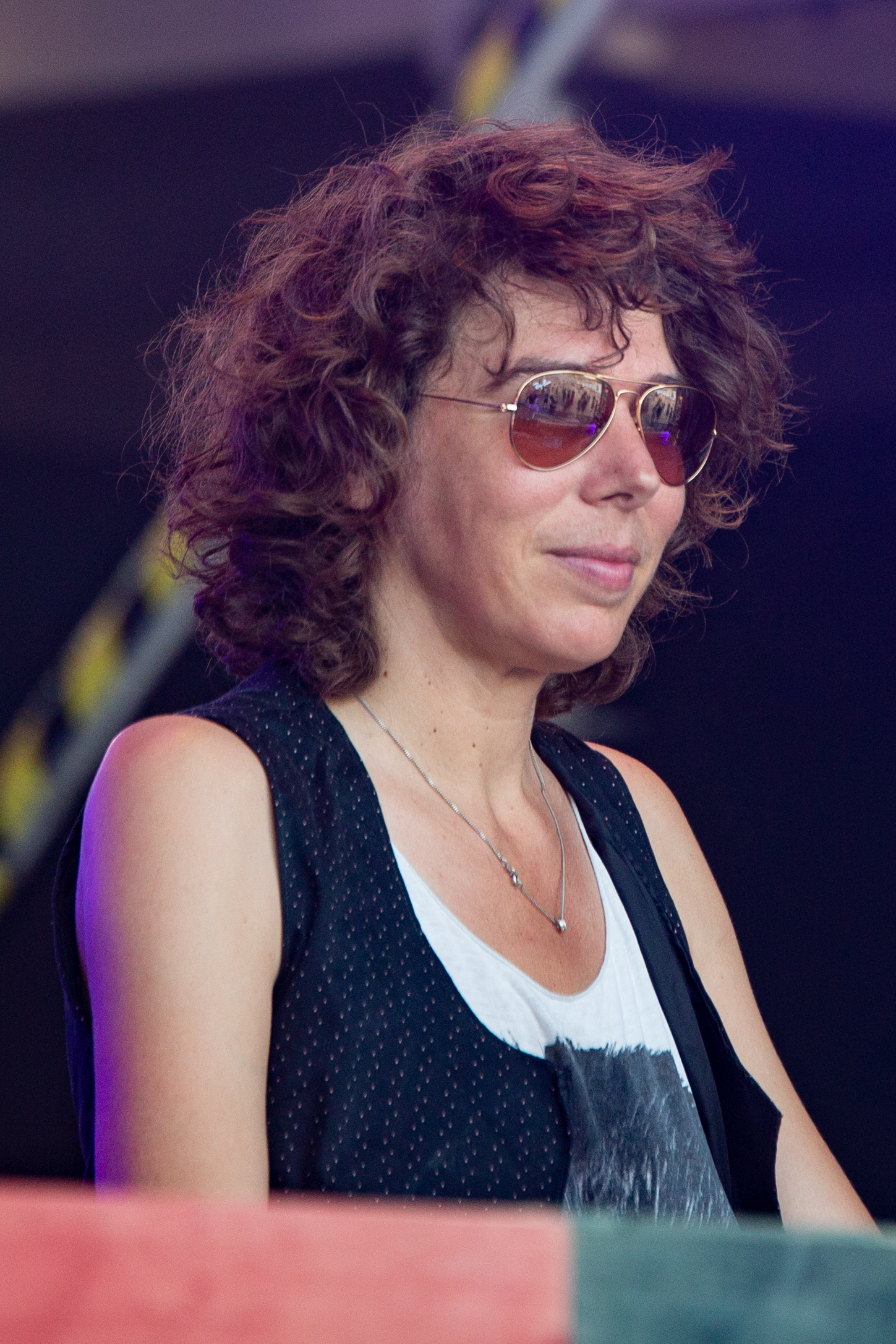
Pilocka Krach zum SMS 2018

Pilocka Krach (bürgerlich Katarina Piens, geboren in Ostberlin) ist eine deutsche Musikerin, Techno-Produzentin und DJ.

## Leben und Wirken
Pilocka Krach ist der Künstlername der in Berlin-Köpenick geborenen DJ, die in Berlin-Mitte als Tochter einer Informatikerin und eines Mathematikers, aufwuchs. Mit einem Künstlerstipendium des Berliner Musicboards, reiste sie 2016 nach Detroit und vernetzte sich mit Techno-Kollektiv Underground Resistance. Anschließend verbrachte sie vier Monate in Mexiko, und produzierte Musik für Umweltschützer, die diese in Videos über Korallenschwund verwendeten.
Sie veröffentlicht u. a. unter eigenem Label Greatest Hits International. Die Songs auf Sugar Cane & The Lost Amigos sind in Berlin, Detroit und Mexiko entstanden. Ihre Hauptstile sind Mixes aus Beats, Funk und Groove. Sie hatte Buchungen für zahlreiche Festivals, u. a. Rock am Ring und Rock im Park, beim Sputnik Spring Break und dem Sonne Mond Sterne Festival.
In einem Interview mit Edition F beschrieb Pilocka Krach ihre Arbeitsweise: „Ich schnappe zum Beispiel Schlagworte in alltäglichen Gesprächen auf und reite darauf herum, auf meine Art. Dann schaffe ich den musikalischen Kontext dafür, damit die Worte auch ankommen. Es ist fast ein bisschen populistisch. So entsteht eine Tiefe, die größer ist als es die Menschen normalerweise bei derart plakativen Worten gewohnt sind. Es ist ein anderer Zugang.“
Pilocka Krach setzt sich dafür ein, die Ungleichbehandlung von männlichen und weiblichen DJs im Bereich der elektronischen Musik, aufzuzeigen und zu beseitigen. In der Reportage-Serie Call me DJ! von Filmemacherin und DJ Rosanna Grüter, die von der ARD ausgestrahlt wurde, ist Krach eine der Protagonistinnen, die über das Leben weiblicher DJs in einer männlich dominierten Musikbranche erzählen.

## Diskografie (Auswahl)
EPs
- 2020: Joy
- 2017: Sugar Cane & The Lost Amigos
- 2015: Pilocka Krach – Do you like the Beat?
- 2013: A Big Warm Nice Fire
- 2012: Schlager